# آلیس کورلی
آلیس کورلی (انگلیسی: Alice Corelli؛ زادهٔ ۲۸ نوامبر ۲۰۰۳) بازیکن فوتبال اهل ایتالیا است که در حال حاضر برای باشگاه فوتبال زنان آ.اس. رم از لیگ سری آ زنان ایتالیا، در پست مهاجم بازی می‌کند.
وی همچنین در تیم‌های ملی فوتبال زیر ۱۶ سال، زیر ۱۷ سال و زیر ۱۹ سال زنان ایتالیا بازی کرده است.

## دوران باشگاهی
آلیس کورلی اولین بار پس از تماشای بازی برادرش در خانه خانواده‌شان به فوتبال علاقه‌مند شد. چند سال بعد، کورلی به عنوان گلزن از میان رده‌های جوانان آکادمی باشگاه فوتبال زنان آ.اس. رم در سال‌های ۲۰۱۸ تا ۲۰۲۰ ظهور کرد. در فصل ۲۰۱۹–۲۰۱۸ جوانان، او با چیارا مانکا یک ترکیب گلزن تشکیل داد که در آن کورلی ۱۵ گل در ۱۷ بازی به ثمر رساند. او این فصل را به عنوان گلزن برتر مشترک لیگ جوانان همراه با هم تیمی‌اش مانکا به پایان رساند. سپس کورلی برای فصل ۲۰۲۰–۲۰۱۹ با مهاجم جدید رم، سرنا لاندا، همکاری کرد و در طول فصل عادی ۱۹ گل در ۱۳ بازی به ثمر رساند.
اگرچه فصل عادی او در سال ۲۰۲۰ به دلیل مصدومیت مچ پا قطع شد، اما دنیاگیری کووید-۱۹ منجر به تعلیق لیگ جوانان تا سپتامبر شد. کورلی به موقع از مصدومیت بهبود یافت و در فینال لیگ جوانان در ۱۹ سپتامبر ۲۰۲۰ مقابل یوونتوس گلزنی کرد. او گل اول را در دقیقه سوم بازی به ثمر رساند و تیمش ۲–۱ یوونتوس را شکست داد و قهرمان لیگ جوانان شد.
پیش از این پیروزی، کورلی اولین بازی غیررسمی خود را برای تیم بزرگسالان رم در یک بازی دوستانه پیش‌فصل مقابل فلورنتیا سان جیمینیانو در ۲۹ ژوئیه ۲۰۲۰ انجام داد. او اولین گل خود برای تیم بزرگسالان را در دقیقه اول این بازی به ثمر رساند. سپس کورلی با قهرمانی در لیگ جوانان در ۲۹ مه ۲۰۲۱، دومین عنوان قهرمانی پیاپی را به دست آورد.
شرکت کورلی در فینال جوانان در ۲۹ مه ۲۰۲۱ عملاً هر شانسی برای حضور در فینال کوپا ایتالیا در روز بعد را از بین برد. او زمان کافی برای بازی نداشت، اما شاهد پیروزی تیمش مقابل آ.ث. میلان در ضربات پنالتی در فینال ۳۰ مه ۲۰۲۱ و قهرمانی در کوپا ایتالیا بود.
آلیس کورلی برای آن‌که فرصت بازی و تجربه اندوزی بیشتری به دست آورد، در ابتدای فصل ۲۰۲۲–۲۰۲۳ از سوی باشگاه فوتبال زنان آ.اس. رم به صورت قرضی به باشگاه فوتبال زنان پومیلیانو منتقل شد و در زمان عضویت در پومیلیانو ۲۲ بار به میدان رفت که ثمره آن ۴ گل زده بود.
در فصل بعدی نیز آلیس کورلی به باشگاه فوتبال زنان ناپولی، به صورت قرضی ملحق شد تا فرصت بیشتری جهت خودنمایی در سری آ زنان کسب کند و در جریان مسابقات لیگ ۲۳ بار در زمین بازی ظاهر شد و دو بار نیز توانست قفل دروازه رقبای ناپولی را باز کند.

## سبک بازی
علیرغم هیکل قدرتمندی که معمولاً با مهاجم سنتی مرکزی مرتبط است، کورلی توانایی دریبل و عبور از حریفان را دارد. او ترجیح می‌دهد توپ را در جناحین دریافت کند و سپس به سمت دروازه حرکت نماید. کنترل توپ و اولین تماس او با توپ نیز بسیار خوب است.